# Temple international de la renommée du rugby
Pour les articles homonymes, voir Temple de la renommée.
Ne pas confondre avec le Temple de la renommée IRB.

Logo du Temple international de la renommée du rugby

Le Temple international de la renommée du rugby (en anglais International Rugby Hall of Fame) est un temple de la renommée honorant les plus grands joueurs internationaux rugby à XV du passé. Créé en 1997 par des amateurs de rugby néo-zélandais, il inclut de nouveaux membres tous les deux ans. D'autres personnalités peuvent aussi être incluses pour leur contribution particulière au jeu.
Neuf sélections nationales possèdent au moins un membre au Temple de la renommée ; toutes sont des équipes de première division du classement IRB des équipes nationales de rugby à XV. Parmi les dix de cette élite, seule l'Italie ne possède pas de joueur au Hall of Fame.
Il ne faut pas le confondre avec le Temple de la renommée IRB, créé par l'International Rugby Board (IRB) en 2006.

## Fonctionnement

Procédure de désignation biennale des nouveaux membres du Temple de la renommée

L'International Rugby Hall of Fame Trust est une association à but non lucratif néo-zélandaise. Son conseil d'administration est composé de dix à vingt personnes nommées de manière à représenter les nations majeures de rugby. Ce conseil est chargé d'élire les nouveaux Hall of Famers tous les deux ans. La grande majorité des membres ont été nommés au Temple de la renommée avant leur désignation au conseil d'administration.
Les critères formels d'éligibilité pour un joueur est d'être soit décédé, soit retraité depuis plus d'un an et, pour ceux ayant débuté après 1900, d'avoir joué au niveau international. D'autres personnalités comme des officiels, des entraîneurs, des managers, etc. peuvent aussi être inclus pour leur contribution particulière au jeu.
L'élection a lieu tous les deux ans, les années impaires. Le conseil d'administration sélectionne le Comité d'examen, un groupe d'analystes et de commentateurs internationaux qui procède au plus à 25 nominations. Les nommés sont alors élus pour intégration au Hall of Fame par le conseil d'administration selon la procédure suivante : chaque membre peut indiquer jusqu'à dix nommés sur son bulletin, sont intégrés au Hall of Fame les nommés figurant sur les trois-quarts des bulletins,.
À la suite de la désignation des nouveaux entrants, une cérémonie d'intronisation prend la forme d'un banquet.

## Membres

### Membres intégrés en 1997
| Joueur              | Période   | Position ou fonction | Équipe ou nationalité |
| ------------------- | --------- | -------------------- | --------------------- |
| Serge Blanco        | 1980-1991 | arrière              | France                |
| Danie Craven        | 1931-1938 | demi de mêlée        | Afrique du Sud        |
| Gareth Edwards      | 1967-1978 | demi de mêlée        | Pays de Galles        |
| Mark Ella           | 1980-1984 | demi d'ouverture     | Australie             |
| Mike Gibson         | 1964-1979 | centre               | Irlande               |
| Barry John          | 1966-1972 | demi d'ouverture     | Pays de Galles        |
| Willie-John McBride | 1962-1975 | deuxième ligne       | Irlande               |
| Colin Meads         | 1957-1971 | deuxième ligne       | Nouvelle-Zélande      |
| Cliff Morgan        | 1951-1958 | demi d'ouverture     | Pays de Galles        |
| George Nepia        | 1924-1930 | arrière              | Nouvelle-Zélande      |
| Tony O'Reilly       | 1955-1970 | ailier               | Irlande               |
| Hugo Porta          | 1971-1990 | demi d'ouverture     | Argentine             |
| Frik du Preez       | 1961-1971 | deuxième ligne       | Afrique du Sud        |
| Jean-Pierre Rives   | 1975-1984 | troisième ligne aile | France                |
| JPR Williams        | 1969-1981 | arrière              | Pays de Galles        |

### Membres intégrés en 1999
| Joueur           | Période   | Position ou fonction   | Équipe ou nationalité |
| ---------------- | --------- | ---------------------- | --------------------- |
| Gerald Davies    | 1966-1978 | ailier                 | Pays de Galles        |
| Morné du Plessis | 1971-1980 | Troisième ligne centre | Afrique du Sud        |
| Nick Farr-Jones  | 1984-1993 | demi de mêlée          | Australie             |
| Andy Irvine      | 1972-1982 | arrière                | Écosse                |
| Carwyn James     | 1958-1958 | centre                 | Pays de Galles        |
| Jack Kyle        | 1947-1958 | demi d'ouverture       | Irlande               |
| Brian Lochore    | 1964-1971 | Troisième ligne centre | Nouvelle-Zélande      |
| Philippe Sella   | 1982-1995 | centre                 | France                |
| Wavell Wakefield | 1920-1927 | troisième ligne aile   | Angleterre            |
| Wilson Whineray  | 1957-1965 | pilier                 | Nouvelle-Zélande      |

### Membres intégrés en 2001
| Joueur           | Période   | Position ou fonction   | Équipe ou nationalité |
| ---------------- | --------- | ---------------------- | --------------------- |
| Gordon Brown     | 1969-1976 | deuxième ligne         | Écosse                |
| David Campese    | 1982-1996 | ailier                 | Australie             |
| Ken Catchpole    | 1961-1968 | demi de mêlée          | Australie             |
| Don Clarke       | 1956-1964 | arrière                | Nouvelle-Zélande      |
| Mervyn Davies    | 1969-1976 | troisième ligne centre | Pays de Galles        |
| Sean Fitzpatrick | 1986-1997 | talonneur              | Nouvelle-Zélande      |
| Michael Lynagh   | 1984-1995 | demi d'ouverture       | Australie             |
| Bill McLaren     | 1953-2002 | commentateur sportif   | Écosse                |
| Hennie Muller    | 1949-1953 | troisième ligne centre | Afrique du Sud        |
| Jean Prat        | 1945-1955 | troisième ligne aile   | France                |

### Membres intégrés en 2003
| Joueur          | Période   | Position ou fonction | Équipe ou nationalité |
| --------------- | --------- | -------------------- | --------------------- |
| Bill Beaumont   | 1975-1982 | deuxième ligne       | Angleterre            |
| Gavin Hastings  | 1986-1995 | arrière              | Écosse                |
| Tim Horan       | 1989-2000 | centre               | Australie             |
| Michael Jones   | 1987-1998 | troisième ligne aile | Nouvelle-Zélande      |
| Ian Kirkpatrick | 1967-1977 | troisième ligne aile | Nouvelle-Zélande      |
| John Kirwan     | 1984-1994 | centre               | Nouvelle-Zélande      |
| Jo Maso         | 1966-1973 | centre               | France                |
| Syd Millar      | 1958-1970 | pilier               | Irlande               |

### Membres intégrés en 2005
| Joueur           | Période   | Position ou fonction            | Équipe ou nationalité |
| ---------------- | --------- | ------------------------------- | --------------------- |
| Fred Allen       | 1946-1949 | demi d'ouverture et centre      | Nouvelle-Zélande      |
| Phil Bennett     | 1969-1978 | demi d'ouverture                | Pays de Galles        |
| André Boniface   | 1954-1966 | centre, ailier                  | France                |
| Naas Botha       | 1980-1992 | demi d'ouverture                | Afrique du Sud        |
| John Eales       | 1991-2001 | deuxième ligne                  | Australie             |
| Grant Fox        | 1985-1993 | demi d'ouverture                | Nouvelle-Zélande      |
| Dave Gallaher    | 1903-1906 | talonneur, troisième ligne aile | Nouvelle-Zélande      |
| Martin Johnson   | 1993-2003 | deuxième ligne                  | Angleterre            |
| Ian McGeechan    | 1972-1979 | centre, demi d'ouverture        | Écosse                |
| Gwyn Nicholls    | 1896-1906 | centre                          | Pays de Galles        |
| Francois Pienaar | 1993-1996 | troisième ligne aile            | Afrique du Sud        |
| Keith Wood       | 1994-2003 | talonneur                       | Irlande               |

### Membres intégrés en 2007
| Joueur                   | Période   | Position ou fonction | Équipe ou nationalité |
| ------------------------ | --------- | -------------------- | --------------------- |
| Ieuan Evans              | 1987-1998 | Ailier               | Pays de Galles        |
| Danie Gerber             | 1980-1992 | centre               | Afrique du Sud        |
| Tom Kiernan              | 1960-1973 | Arrière              | Irlande               |
| Jason Leonard            | 1990-2004 | Pilier               | Angleterre            |
| Jonah Lomu               | 1994-2002 | Ailier               | Nouvelle-Zélande      |
| Terry McLean             | 1913-2004 | Journaliste          | Nouvelle-Zélande      |
| Graham Mourie            | 1977-1982 | Troisième ligne aile | Nouvelle-Zélande      |
| Bennie Osler             | 1924-1933 | Demi d'ouverture     | Afrique du Sud        |
| Fergus Slattery          | 1970-1984 | Troisième ligne aile | Irlande               |
| Joost van der Westhuizen | 1993-2003 | Demi de mêlée        | Afrique du Sud        |

### Statistiques sur les membres
| Position               | Nombre |
| ---------------------- | ------ |
| demi d'ouverture       | 13     |
| centre                 | 10     |
| troisième ligne aile   | 8      |
| arrière                | 7      |
| ailier                 | 7      |
| deuxième ligne         | 6      |
| demi de mêlée          | 5      |
| troisième ligne centre | 4      |
| talonneur              | 3      |
| pilier                 | 3      |
| journaliste            | 2      |

| Décennie    | Nombre |
| ----------- | ------ |
| années 1890 | 1      |
| années 1900 | 2      |
| années 1910 | 0      |
| années 1920 | 3      |
| années 1930 | 3      |
| années 1940 | 3      |
| années 1950 | 11     |
| années 1960 | 22     |
| années 1970 | 26     |
| années 1980 | 25     |
| années 1990 | 24     |
| années 2000 | 8      |

| Nation           | Nombre |
| ---------------- | ------ |
| Nouvelle-Zélande | 15     |
| Pays de Galles   | 10     |
| Afrique du Sud   | 9      |
| Irlande          | 8      |
| Australie        | 7      |
| France           | 6      |
| Écosse           | 5      |
| Angleterre       | 4      |
| Argentine        | 1      |

## Sources

### Sources générales
- (en) Cet article est partiellement ou en totalité issu de l’article de Wikipédia en anglais intitulé « International Rugby Hall of Fame » (voir la liste des auteurs).